# DHB-Pokal der Frauen 2007/08
Der DHB-Pokal der Frauen 2007/08 war die 34. Austragung des wichtigsten deutschen Hallenhandball-Pokalwettbewerbs für Frauen. DHB-Pokalsieger 2008 wurde der HC Leipzig, der im Finale den 1. FC Nürnberg mit 33:28 bezwang und den dritten Titel in Folge errang.

## Hauptrunden

### 1. Runde
Die Auslosung der 1. Hauptrunde wurde am 1. Juli 2007 am Rande der Mitgliederversammlung der Handball-Bundesliga Vereinigung Frauen (HBVF) durch Spielleiterin Erika Petersen vorgenommen. Dabei erhielten 16 Mannschaften Freilose und qualifizierten sich vorzeitig für die 2. Hauptrunde.
Die Spiele der 1. Hauptrunde, die am Wochenende 8./9. September 2007 ausgetragen wurden, ergaben – soweit bekannt – folgende Ergebnisse:
| Datum                   | Uhrzeit   | Heimmannschaft                  |   | Gastmannschaft               | Ergebnis      |
| ----------------------- | --------- | ------------------------------- | - | ---------------------------- | ------------- |
| Losgruppe Nord:         |           |                                 |   |                              |               |
| 8. September 2007       | 17:30 Uhr | HSG Fockbek/Nübbel              | – | TSV Nord Harrislee           | 29:35 (14:15) |
| 8. September 2007       | 19:00 Uhr | TSV Owschlag                    | – | TSV Travemünde               | 31:34 (17:15) |
| 8. September 2007       | 19:00 Uhr | HSG Hamdorf/Breiholz            | – | TSG Wismar                   | 16:37 (10:21) |
| 9. September 2007       | 15:00 Uhr | SG Misburg                      | – | BSV Sachsen Zwickau          | 25:35 (15:18) |
| 9. September 2007       | 16:00 Uhr | SV Werder Bremen                | – | TSV Ellerbek                 | 29:21 (16:4)  |
| 9. September 2007       | 16:00 Uhr | TV Aumühle/Wohltorf             | – | TV Oyten                     | 27:39 (12:19) |
| 9. September 2007       | 16:00 Uhr | SC Kisdorf                      | – | VfL Oldenburg II             | 21:34 (10:17) |
| 9. September 2007       | 16:00 Uhr | HSG Hattorf/Schwiegersh.        | – | SC Markranstädt              | 19:42 (7:22)  |
|                         | Freilos:  | SVG Celle                       |   |                              |               |
| SG Handball Rosengarten | Freilos:  |                                 |   |                              |               |
| SG RHC/PSV Rostock      | Freilos:  |                                 |   |                              |               |
| HSG Neuenburg/Bockhorn  | Freilos:  |                                 |   |                              |               |
| Losgruppe Ost:          |           |                                 |   |                              |               |
| 1. September 2007       | 16:00 Uhr | SC Riesa                        | – | VfL Wolfsburg                | 20:24 (13:14) |
| 8. September 2007       | 16:00 Uhr | Victoria Naunhof                | – | HSG Union 92 Halle           | 22:28 (7:18)  |
| 8. September 2007       | 17:00 Uhr | TV Idstein II                   | – | HSG Hohne/Lengerich          | 35:23 (17:12) |
| 9. September 2007       |           | HG 85 Köthen                    | – | SV Union Halle-Neustadt      | ?             |
| 9. September 2007       | 16:00 Uhr | HC Sachsen Neustadt-Sebnitz     | – | HSC 2000 Magdeburg           | 26:25 (:)     |
| 9. September 2007       | 16:00 Uhr | TSV Klein-Auheim                | – | HSG Stemmer/Friedewalde      | 21:30 (12:14) |
|                         | Freilos:  | BSV 93 Magdeburg                |   |                              |               |
| Thüringer HC II         | Freilos:  |                                 |   |                              |               |
| BVG 49 Berlin           | Freilos:  |                                 |   |                              |               |
| SV Reichensachsen       | Freilos:  |                                 |   |                              |               |
| Losgruppe West:         |           |                                 |   |                              |               |
| 8. September 2007       | 17:30 Uhr | TV Verl                         | – | BV Borussia Dortmund         | 15:38 (6:22)  |
| 8. September 2007       | 18:00 Uhr | SC Greven 09                    | – | PSV Recklinghausen           | 29:34 (13:17) |
| 9. September 2007       | 15:45 Uhr | TG Hilgen                       | – | HSG Siebengebirge-Thomasberg | 23:27 (12:11) |
| 9. September 2007       | 16:00 Uhr | ETSV Witten                     | – | VT Kempen                    | 29:23 (16:13) |
| 9. September 2007       | 16:00 Uhr | VfL Waiblingen                  | – | DJK/MJC Trier II             | 20:17 (13:9)  |
|                         | Freilos:  | Mettmann-Sport                  |   |                              |               |
| TV Mainzlar             | Freilos:  |                                 |   |                              |               |
| TuS Weibern             | Freilos:  |                                 |   |                              |               |
| SG 09 Kirchhof          | Freilos:  |                                 |   |                              |               |
| Losgruppe Süd:          |           |                                 |   |                              |               |
| 8. September 2007       | 17:30 Uhr | HaSpo Bayreuth                  | – | TSG Ketsch II                | 30:27 (15:13) |
| 8. September 2007       | 19:00 Uhr | TSV Winkelhaid                  | – | TSG Ober-Eschbach            | 16:32 (8:14)  |
| 8. September 2007       | 19:30 Uhr | SV Allensbach                   | – | Frisch Auf Göppingen         | 20:33 (9:15)  |
| 9. September 2007       | 16:00 Uhr | DJK Marpingen                   | – | HSG Bensheim/Auerbach        | 23:30 (10:14) |
| 9. September 2007       | 16:00 Uhr | SG Mainz-Bretzenheim            | – | TuS Metzingen                | 19:41 (6:14)  |
|                         | Freilos:  | SG Haslach-Herrenberg-Kuppingen |   |                              |               |
| TV Dudenhofen           | Freilos:  |                                 |   |                              |               |
| TV Grenzach             | Freilos:  |                                 |   |                              |               |
| TV Nellingen            | Freilos:  |                                 |   |                              |               |

### 2. Runde
Die Spiele der 2. Hauptrunde wurden am Tag der Deutschen Einheit sowie am Wochenende 6./7. Oktober 2007 ausgetragen und brachten folgende Ergebnisse:
| Datum           | Uhrzeit   | Heimmannschaft                   |   | Gastmannschaft               | Ergebnis      |
| --------------- | --------- | -------------------------------- | - | ---------------------------- | ------------- |
| 3. Oktober 2007 | 13:00 Uhr | THC Erfurt-Bad Langensalza II    | – | VfL Wolfsburg                | 25:28 (14:14) |
| 3. Oktober 2007 | 14:00 Uhr | TV Dudenhofen                    | – | TV Grenzach                  | 27:31 (10:14) |
| 3. Oktober 2007 | 16:00 Uhr | TV Nellingen                     | – | HSG Bensheim/Auerbach        | 27:23 (9:8)   |
| 3. Oktober 2007 | 17:00 Uhr | SV Reichensachsen                | – | SG 09 Kirchhof               | 39:34 (22:18) |
| 3. Oktober 2007 | 18:00 Uhr | HC Sachsen Neustadt-Sebnitz      | – | SC Markranstädt              | 16:31         |
| 3. Oktober 2007 | 19:00 Uhr | TV Idstein II                    | – | HSG Siebengebirge-Thomasberg | 26:30 (10:17) |
| 6. Oktober 2007 | 17:30 Uhr | HSG Neuenburg/Bockhorn           | – | SG RHC/PSV Rostock           | 15:42 (7:19)  |
| 6. Oktober 2007 | 18:00 Uhr | BSV Sachsen Zwickau              | – | BVG Berlin                   | 31:22 (14:9)  |
| 6. Oktober 2007 | 19:00 Uhr | PSV Recklinghausen               | – | TuS Weibern                  | 23:33 (10:18) |
| 6. Oktober 2007 | 19:15 Uhr | TV Oyten                         | – | TSV Travemünde               | 21:27 (11:14) |
| 6. Oktober 2007 | 20:00 Uhr | VfL Waiblingen                   | – | TuS Metzingen                | 29:35 (16:16) |
| 7. Oktober 2007 | 15:00 Uhr | BSV 93 Magdeburg                 | – | SV Union Halle-Neustadt      | 14:40 (9:21)  |
| 7. Oktober 2007 | 15:00 Uhr | TSV Nord Harrislee               | – | SVG Celle                    | 26:28 (15:12) |
| 7. Oktober 2007 | 15:00 Uhr | HSG Union 92 Halle               | – | ETSV Witten                  | 28:20 (17:8)  |
| 7. Oktober 2007 | 16:00 Uhr | HaSpo Bayreuth                   | – | TSG Ober-Eschbach            | 18:29 (7:13)  |
| 7. Oktober 2007 | 16:30 Uhr | VfL Oldenburg II                 | – | TSG Wismar                   | 33:26 (13:16) |
| 7. Oktober 2007 | 17:00 Uhr | TV Mainzlar                      | – | HSG Stemmer/Friedewalde      | 40:22 (18:11) |
| 7. Oktober 2007 | 17:00 Uhr | SG Haslach-Herrenberg.-Kuppingen | – | Frisch Auf Göppingen         | 14:30 (7:15)  |
| 7. Oktober 2007 | 17:00 Uhr | SG Handball Rosengarten          | – | SV Werder Bremen             | 21:20 (12:9)  |
| 7. Oktober 2007 | 17:30 Uhr | Mettmann-Sport                   | – | BV Borussia Dortmund         | 16:40 (10:17) |

Die Sieger der einzelnen Partien qualifizierten sich für die 3. Hauptrunde.

### 3. Runde
Zur 3. Runde stießen zu den Siegern der 2. Hauptrunde die 10 nicht abgestiegenen Bundesligisten der Saison 2006/07 sowie die beiden Zweitligameister TV Beyeröhde (Staffel Nord) und HSG Sulzbach/Leidersbach (Staffel Süd) hinzu. Die Spiele der 3. Hauptrunde, die zwischen dem 31. Oktober und 4. November 2007 ausgetragen wurden, ergaben – soweit bekannt – folgende Ergebnisse:
| Datum            | Uhrzeit   | Heimmannschaft               |   | Gastmannschaft          | Ergebnis      |
| ---------------- | --------- | ---------------------------- | - | ----------------------- | ------------- |
| 31. Oktober 2007 | 18:30 Uhr | SV Reichensachsen            | – | BSV Sachsen Zwickau     | 20:24 (13:15) |
| 31. Oktober 2007 | 19:00 Uhr | TV Mainzlar                  | – | 1. FC Nürnberg          | 27:31 (13:16) |
| 31. Oktober 2007 | 19:30 Uhr | VfL Wolfsburg                | – | HC Leipzig              | 21:40 (11:20) |
| 31. Oktober 2007 | 19:30 Uhr | HSG Siebengebirge-Thomasberg | – | DJK/MJC Trier           | 21:36 (9:17)  |
| 31. Oktober 2007 | 19:30 Uhr | TV Nellingen                 | – | Bayer 04 Leverkusen     | 23:36 (10:19) |
| 1. November 2007 | 18:00 Uhr | HSG Sulzbach/Leidersbach     | – | Thüringer HC            | 32:33 (15:14) |
| 1. November 2007 | 19:30 Uhr | HSG Union 92 Halle           | – | VfL Oldenburg           | 21:43 (11:21) |
| 3. November 2007 | 18:00 Uhr | TV Beyeröhde                 | – | Frankfurter HC          | 20:33 (14:14) |
| 3. November 2007 | 19:00 Uhr | SC Markranstädt              | – | Buxtehuder SV           | 20:31 (11:16) |
| 3. November 2007 | 19:30 Uhr | TV Grenzach                  | – | TuS Weibern             | 32:42 (18:21) |
| 3. November 2007 | 19:30 Uhr | TSG Ober-Eschbach            | – | TSG Ketsch              | 26:30 (11:12) |
| 3. November 2007 | 19:30 Uhr | SVG Celle                    | – | TSV Travemünde          | 31:29 (16:11) |
| ?                | ?         | SG RHC/PSV Rostock           | – | BV Borussia Dortmund    | ?             |
| 4. November 2007 | 15:00 Uhr | SG Handball Rosengarten      | – | HSG Blomberg-Lippe      | 23:27 (12:12) |
| 4. November 2007 | 16:00 Uhr | TuS Metzingen                | – | Frisch Auf Göppingen    | 32:25 (14:10) |
| 4. November 2007 | 16:30 Uhr | VfL Oldenburg II             | – | SV Union Halle-Neustadt | 38:34 (18:18) |

Die Sieger der einzelnen Partien qualifizierten sich für das Achtelfinale.

### Achtelfinale
Das Achtelfinale wurde direkt im Anschluss an die letzte Partie der 3. Hauptrunde in Oldenburg ausgelost. Die Achtelfinalspiele fanden vorwiegend zwischen dem 19. und 22. Dezember 2007 statt; die Partie zwischen Trier und dem HC Leipzig wurde am 16. Januar 2008 ausgetragen:
| Datum             | Uhrzeit   | Heimmannschaft       |   | Gastmannschaft      | Ergebnis      |
| ----------------- | --------- | -------------------- | - | ------------------- | ------------- |
| 19. Dezember 2007 | 19:30 Uhr | HSG Blomberg-Lippe   | – | Buxtehuder SV       | 32:30 (19:15) |
| 19. Dezember 2007 | 19:30 Uhr | BSV Sachsen Zwickau  | – | Frankfurter HC      | 22:35 (13:18) |
| 19. Dezember 2007 | 19:30 Uhr | BV Borussia Dortmund | – | VfL Oldenburg       | 37:36 (20:19) |
| 19. Dezember 2007 | 20:30 Uhr | TuS Weibern          | – | Bayer 04 Leverkusen | 18:21 (9:12)  |
| 19. Dezember 2007 | ?         | SVG Celle            | – | 1. FC Nürnberg      | 23:33 (14:18) |
| 21. Dezember 2007 | 19:30 Uhr | Thüringer HC         | – | TSG Ketsch          | 35:20 (18:8)  |
| 22. Dezember 2007 | 19:30 Uhr | TuS Metzingen        | – | VfL Oldenburg II    | 34:23 (19:7)  |
| 16. Januar 2008   | 19:30 Uhr | DJK/MJC Trier        | – | HC Leipzig          | 27:37 (13:19) |

Die Sieger der einzelnen Partien zogen in das Viertelfinale ein.

### Viertelfinale
Die Viertelfinalspiele fanden in der Zeit vom 23. Februar bis 5. März 2008 statt:
| Datum            | Uhrzeit   | Heimmannschaft       |   | Gastmannschaft      | Ergebnis      |
| ---------------- | --------- | -------------------- | - | ------------------- | ------------- |
| 23. Februar 2008 | 15:00 Uhr | Thüringer HC         | – | HC Leipzig          | 25:30 (11:12) |
| 27. Februar 2008 | 19:30 Uhr | BV Borussia Dortmund | – | 1. FC Nürnberg      | 21:42 (13:19) |
| 27. Februar 2008 | 19:30 Uhr | Frankfurter HC       | – | Bayer 04 Leverkusen | 26:27 (13:14) |
| 5. März 2008     | 19:30 Uhr | HSG Blomberg-Lippe   | – | TuS Metzingen       | 34:30 (15:15) |

Die Sieger zogen in das Halbfinale ein.

## Final Four

### Halbfinale
Die Ligen der Teams entsprechen der Saison 2006/07.
Für das Halbfinale waren folgende Mannschaften qualifiziert:
| BUNDESLIGA                                                            |
| - 1. FC Nürnberg - Bayer Leverkusen - HC Leipzig - HSG Blomberg-Lippe |

Die Spiele des Halbfinales fanden am 11. April 2008 statt. Der Gewinner jeder Partie zog in das Finale des DHB-Pokals ein.
| Heimmannschaft     | Endergebnis   | Gastmannschaft | Datum und Zeit            |
| ------------------ | ------------- | -------------- | ------------------------- |
| HSG Blomberg-Lippe | 28:33 (12:18) | HC Leipzig     | 11. April 2008, 18:00 Uhr |
| Bayer Leverkusen   | 24:32 (11:16) | 1. FC Nürnberg | 11. April 2008, 20:00 Uhr |

### Kleines Finale
Das kleine Finale fand am 12. April 2008 statt.
| Heimmannschaft     | Endergebnis   | Gastmannschaft   | Datum und Zeit            |
| ------------------ | ------------- | ---------------- | ------------------------- |
| HSG Blomberg-Lippe | 25:28 (14:11) | Bayer Leverkusen | 12. April 2008, 13:00 Uhr |

### Finale
Das Finale fand am 12. April 2008 statt.
| Heimmannschaft | Endergebnis   | Gastmannschaft | Datum und Zeit            |
| -------------- | ------------- | -------------- | ------------------------- |
| HC Leipzig     | 33:28 (13:15) | 1. FC Nürnberg | 12. April 2008, 15:00 Uhr |

Der HC Leipzig ist Sieger des DHB-Pokals 2008.